# Kaba Gassama
Kaba Gassama Cissokho (født 16. august 1997) er en kvindelig spansk håndboldspiller som spiller for HB Ludwigsburg og Spaniens kvindehåndboldlandshold. Hun har tidligere spillet for SG BBM Bietigheim i Tyskalnd, Fleury Loiret HB og Nantes Atlantique Handball i den franske LFH Division 1 Féminine og BM Granollers i Spanien.
Hun er lillesøster til håndboldspiller Mamadou Gassama og fodboldspiller Sekou Gassama.

Hun blev udtaget til landstræner José Ignacio Prades' trup ved VM i kvindehåndbold 2021 i Spanien.